# Valençay (formatge)
El Valençay és un formatge de pasta tova amb pell florida francès elaborat amb llet de cabra originari de la zona del Berric. Protegit per una denominació d'origen controlada (AOC) des del 13 de juliol de 1998. Pren el nom de la localitat de Valençay al departament d'Indre.
La forma característica del formatge és de piràmide truncada o sense punta d'un pes mitjà de 250 grams, que es diu que ve de l'expedició de Napoleó Bonaparte a Egipte i que d'un cop de sabre l'hauria suprimida. En realitat la forma li dona el campanar de l'església de Levroux, ja que aquest formatge va néixer en aquesta localitat.
El període de degustació òptim s'estén des de l'abril a l'agost, després d'un afinat de 3 setmanes, però també és excel·lent des del març fins al desembre.